# 썬키스 패밀리
《썬키스 패밀리》는 2019년 3월 27일에 개봉한 대한민국의 영화이다.

## 캐스팅
- 박희순 : 준호 역
- 진경 : 유미 역
- 황우슬혜 : 미희 역
- 이고은 : 진해 역
- 장성범 : 철원 역
- 윤보라 : 경주 역
- 정상훈 : 양사장 역
- 이주실 : 외할머니 역
- 임한빈 : 동식 역
- 김혜지 : 누리 역
- 하은진 : 은진 역
- 노지유 : 약사 역
- 함성민 : 김치곤 역
- 최찬호 : 대학생1 역
- 성근우 : 대학생2 역
- 소준형 : 대학생3 역
- 허민아 : 담임선생님 역
- 석보배 : 큐레이터 역
- 노강민 : 아이1 역
- 전윤철 : 아이2 역
- 강주하 : 전학생 역
- 박준철 : 양사장 카페 밴드1(베이스) 역
- 박인 : 양사장 카페 밴드2(기타) 역
- 유지완 : 양사장 카페 밴드3(건반) 역
- 천용산 : 양사장 카페 밴드4(드럼) 역
- 김요셉 : 돌잔치 밴드 1(베이스) 역
- 윤지민 : 돌잔치 밴드 2(기타) 역
- 김민경 : 돌잔치 밴드 3(건반) 역
- 신창호 : 돌잔치 밴드 4(드럼) 역
- 경기현 : 배달원 택시기사 역
- 김범우 : 카페 알바 역
- 성주환 : 오파주 역
- 이준익 : 유명감독 역 (특별출연)

## 같이 보기
- 2019년 대한민국의 영화 목록